# 2014 في التشيك
فيما يلي قوائم الأحداث التي وقعت خلال عام 2014 في التشيك.

## سياسة

### تعيين في المنصب
- 29 يناير – دانيال هيرمان Minister of Culture of the Czech Republic ‏.
- 29 يناير – مارتن ستوبنيك Minister of Defence of the Czech Republic [الإنجليزية]‏.

### انتهاء فترة المنصب
- 29 يناير – يان فيشر Deputy Prime Minister of the Czech Republic ‏، Finance Minister of the Czech Republic [الإنجليزية]‏.

## رياضة
- 1 يناير – جائزة التشيك الكبرى للدراجات النارية 2014

## أفلام
من الأفلام التي صدرت هذه السنة في التشيك:
- 1 يناير – جزيرة الذرة من إخراج جورج اوفاشفيلي.

## وفيات

### فبراير
- 11 فبراير – رولف كليمنس فاغنر (مواليد 1944)

### مارس
- 11 مارس – فلاديسلاف ديفيد (مواليد 1927)

### مايو
- 6 مايو – جون شتاينر (مواليد 1925)

### يونيو
- 20 يونيو – ياروسلاف التر (مواليد 1939)

### يوليو
- 30 يوليو – هارون فاروكى (مواليد 1944)